# Scotinotylus levii
Scotinotylus levii är en spindelart som beskrevs av Yuri M. Marusik 1988. Scotinotylus levii ingår i släktet Scotinotylus och familjen täckvävarspindlar. Inga underarter finns listade i Catalogue of Life.